# Období Asuka
Období Asuka (japonsky 飛鳥時代, Asuka džidai) bylo období japonských dějin mezi lety 538 až 710. Je charakterizováno vytvořením centrálně řízené administrativní organizace v čele s císařem, podle vzoru tehdejší Číny. V tomto období buddhismus definitivně zakořenil jako jedno z dominantních náboženství v Japonsku. Období Asuka tvoří přechodné období od polokmenového státního zřízení období Kofun k modernímu centralizovanému státu v období Nara.

## Historie

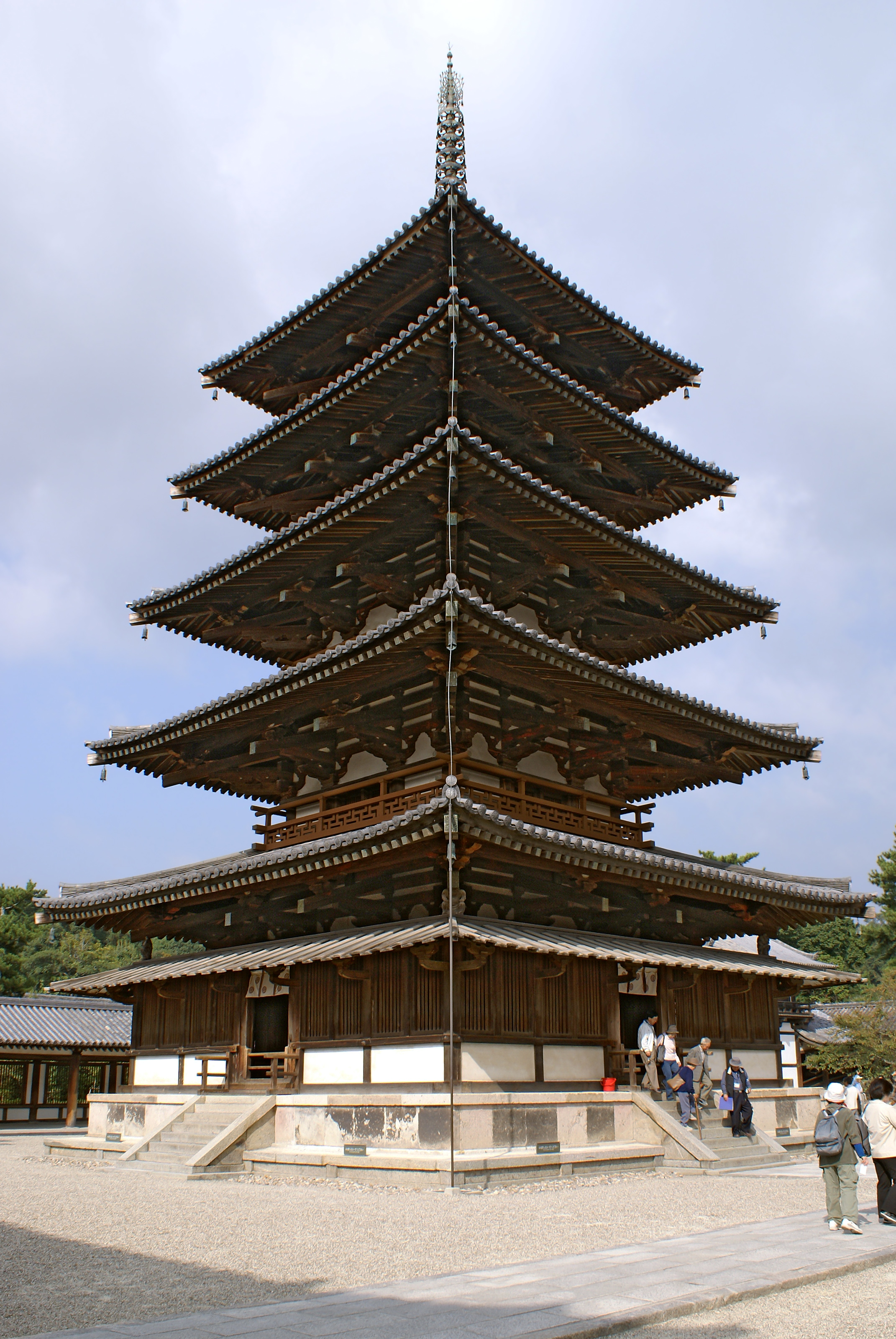
Pětipatrová pagoda Horju-dži, zbudovaná v období Asuka

Japonsko vyšlo z období Kofun jako země, která navenek působila dojmem jednotného státního celku, ale ve skutečnosti byla zmítána mocenskými ambicemi jednotlivých rodů o nadvládu a rozhodující vliv v zemi. Autorita císaře byla v tomto období velmi slabá a jeho postavení křehké, protože reálnou moc drželi v rukou představitelé mocných šlechtických rodů. Jedním z nejmocnějších byl rod Soga, který měl tak velkou moc, že dokonce podle libosti dosazoval a odvolával císaře.
V průběhu 6. století proniká prostřednictvím misionářů z Číny do Japonska buddhismus a zároveň se navazují i obchodní a diplomatické kontakty s Čínou a Koreou. Do země proniká i čínské filozofické a politické myšlení, především konfucianismus. Základní politickou myšlenkou konfucianismu je idea, že hierarchicky uspořádaná společnost, s přesně vymezenou dělbou moci, rozdělením vlivu jedince a dominantním postavením panovníka ve všech sférách života země, je nejlepší formou vlády. Ve druhé polovině 6. století v Číně po chaotickém období vlád severních a jižních dynastií uchopila moc dynastie Suej, která byla brzy nahrazena mnohem úspěšnější a déle trvající dynastií Tchang. V obou případech těchto zemí byla státní moc koncentrovaná v rukou císaře a jeho dvorního aparátu. Japonsko se naproti tomu při srovnání s Čínou jevilo jako země bez silného centrálního vedení, smysluplné správní struktury a s barbarskými zvyky. V průběhu 6. století se vytvořila na panovnickém dvoře aktivní, konfucianismem ovlivněná a reformně smýšlející skupina šlechticů, která chtěla reformovat fungování země podle čínského vzoru. Snahám o reformu se dostalo velkého povzbuzení po jmenování korunního prince Šótokua regentem císařovny Suiko, s níž se pak de facto dělil o vládu.

### Šótoku

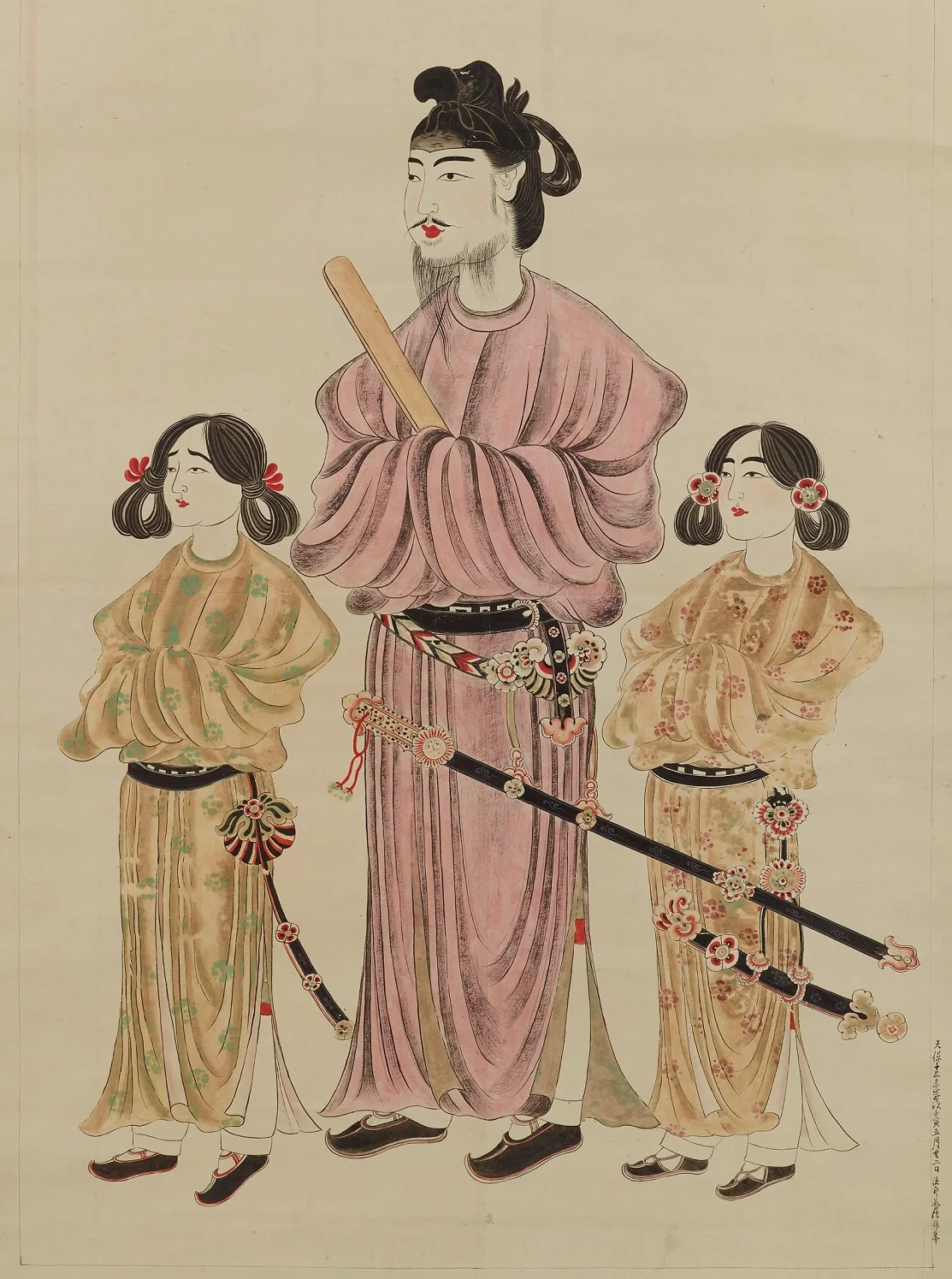
Portrét prince-regenta Šótokua z 8. století

Princ Šótoku plánoval vytvořit novou koncepci nejvyšší státní autority, které se musel každý občan bezvýhradně podřídit. S tímto úmyslem byly zformulovány základní principy zamýšleného pojetí státní moci do podoby císařského ediktu nazvaného Charta o sedmnácti článcích (Džúšičidžó Kempó), jehož znění je i součástí japonské kroniky Nihonšoki. Za autora Charty byl v minulosti považován Šótoku, ale pravděpodobněji byl autorem textu společně s kolektivem nejbližších spolupracovníků.
Hlavní ideovou inspirací textu Charty o sedmnácti článcích byla filozofie konfucianismu, která vnímá lidskou společnost jako společnost, v níž každý člen společenství plní určitou předem danou úlohu a v níž je základním vztahem mezi členy společnosti vztah mezi nositelem autority (nadřízeným) a těmi, který se musí dané autoritě bezpodmínečně podřídit (podřízeným), ale při mnohotvárnosti každodenních společenských vztahů se tento vztah moci a poslušnosti aplikoval i na vztahy mezi otcem a synem, manželem a manželkou, starším a mladším členem společenství atd.
Zmíněné konfuciánské chápání vzájemného vztahu mezi členy společenství, a zejména mezi panovníkem a poddanými, je proto přítomno v celém spisu Charty s jasným cílem podpořit autoritu panovníka. Konečným cílem autorů textu tak byl stát s centralizovanou a hierarchicky rozdělenou byrokratickou státní správou, řízenou z jednoho centra, velmi odlišný od Japonska v období Kofun.
Charta o sedmnácti článcích sice posunula zemi výrazně směrem k centrálnímu modelu vlády, jaký existoval v tehdejší Číně a který byl původním cílem reformátorů, ale neobsahovala nařízení, která by tuto transformaci úspěšně završila, protože problémem, který ztěžoval koncentraci moci v rukou císaře, byl obrovský pozemkový majetek japonské dědičné šlechty.

### Reforma Taika
Záměry týkající se vyřešení pozemkového problému v zemi, které byly v Chartě o sedmnácti článcích pouze slabě načrtnuté, měly být zcela zrealizovány prostřednictvím nových císařských nařízení pod souhrnným názvem Reforma Taika (Velká změna), které byly zaváděny po převratu roku 645, při němž byl zavražděn vůdce zmíněného mocného rodu Soga, Soga no Iruka. V rámci této reformy, vyhlášené za vlády císaře Kótokua, byly provedeny soupisy veškeré zemědělské půdy v zemi. Do všech částí říše byli vysláni vládní úředníci, aby přezkoumali oprávněnost pozemkových nároků místní šlechty a kmenových náčelníků a v každé oblasti ustanovili skladiště, v nichž měly být uloženy všechny zbraně vlastněné obyvateli daného území. Své zbraně si směli ponechat pouze obyvatelé pohraniční oblasti na severu Honšú obývané kmeny Ainu a Emiši.
Dalším císařským nařízením obsaženým v reformě Taika bylo zrušeno soukromé vlastnictví půdy a veškerá půda v zemi přešla do osobního vlastnictví panovníka, bývalým vlastníkům půdy byla přidělena léna, která měli nově právo užívat, ale ne vlastnit. Trvalo však až přes 50 let, než se systém absolutního vlastnictví půdy císařem ujal a veškerá půda přešla do osobního vlastnictví panovníka, především ve vzdálených provinciích se to prosazovalo pomalu. Nakonec ale toto ujednání zůstalo pouhou teorií, protože v praxi už od 8. století vznikala nová forma soukromé držby půdy, tzv. vrchnostenské statky (šóen), které se do konce následujícího období Heian (794-1185) staly dominantní formou držby půdy.
V rámci reformy vznikl nový centralizovaný systém státní správy, v němž se základními územními jednotkami země staly provincie v čele s guvernérem. Guvernéři provincií byli vybíráni z dvorní šlechty, na rozdíl od ostatních úředníků působících na nižších administrativních postech, kteří pocházeli z představitelů šlechty daného území. Do území provincie patřily všechny obce v rámci jejích hranic. Podle nového administrativního rozdělení byly obce nejnižším administrativním článkem státní správy. Dbalo se na vybudování kvalitní sítě státních komunikaci, aby se zajistilo spolehlivé a rychlé spojení mezi hlavním městem a provinciemi. Nově každý obyvatel země odpovídal přímo panovníkovi a všechno obyvatelstvo země bylo rozděleno do společenství po 50 rodinách, reforma předepisovala i jednotnou velikost obcí a ze vší půdy se musela platit státní daň.
Podle čínského vzoru vznikla při císařském dvoře skupina úředníků závislých na vůli císaře a vzdělaných v konfuciánské filozofii a politické teorii.
Za vlády císaře Temmua bylo nařízení o zrušení soukromého vlastnictví opětovně potvrzeno, v zemi se začalo vůbec poprvé v dějinách budovat trvalé hlavní sídlo a přestalo se s praxí stěhování trvalého sídla po smrti každého císaře. První stálé hlavní město, Fudžiwara, vzniklo roku 694 na rovině Fudžiwara v oblasti Asuka, avšak zůstalo hlavním městem pouze necelých 20 let. Roku 710 se jím stala Nara (tehdy Heidžó-kjó). (Až hlavní město Heian-kjó, dnešní Kjóto, mělo podstatně delší trvání – stalo se stálým hlavním městem po městě Nagaoka-kjó roku 794 a zůstalo jím až do roku 1868, kdy bylo nahrazeno Tokiem.)

### Kodex Taihó
Za císaře Temmua byla transformace Japonska v moderní stát definitivně dokončena. Celé století trvající zápas o novou podobu fungování země dospěl k úspěšnému závěru. V tomto období byla všechna předchozí vládní nařízení shrnuta do ucelené podoby v kodexu Taihó (Taihó ricurjó), sestaveném v roce 701 (vyhlášeném v roce 702) na příkaz císaře Mommua. Skládal se z trestních norem (ricu) a nařízení pro organizaci a chod státu (rjó), proto se říká, že byl od té doby stát "státem ricurjó", čili že byl založen na trestech a příkazech. Kodex obsahoval ustanovení o složení a fungování státních orgánů, organizaci místní správy, zásady přidělování půdy, nařízení o odměnách pro úředníky a je proto velmi cenným pramenem pro poznávání společenských a společensko-ekonomických poměrů v tomto historickém období.
Kodex Taihó kodifikoval novou správní strukturu vlády v čele s císařem a ministry, kteří tvořili poradní orgán císaře – tzv. Státní radu. (Duchovním protějškem světské Státní rady byla pak nová Rada pro záležitosti kultu Džingikan.) Ministerské hodnosti se členily podle hierarchického klíče na hodnost nejvýše postaveného hlavního ministra, čili kancléře (daidžó daidžin 太政大臣), dále ministra zleva (sadaidžin 左大臣) a ministra zprava (udaidžin 右大臣), který měl stejné pravomoci jako ministr zleva, ale formálně mu byl podřízený. Pod ministry spadalo osm ministerstev. Dále vznikly administrativní pozice čtyř hlavních rádců (dainagon 大纳言) a čtyř menších rádců (šónagon 少纳言). Kodexem Taihó se také ustanovil celý nový systém administrativního členění státní správy. Vznikly provincie, které se dále dělily do okresů a vesnic a odpovídající úřednické funkce, které se staraly o správu těchto územních celků. Období Asuka je vzhledem k pozdějšímu vývinu japonské státnosti a národa jedno z nejdůležitějších období, které položilo základ státní správy a vládnutí, které v základu přetrvaly až do reforem Meidži v roce 1868.